# Rough Wooing
Rough Wooing
Le Rough Wooing (cour brutale en anglais) désigne la guerre anglo-écossaise déclenchée par Henri VIII d’Angleterre pour tenter de forcer les Écossais à accepter un mariage entre son fils, le futur roi Édouard VI, héritier de la couronne anglaise, et Marie Stuart, reine d'Écosse, au lieu de renouveler l’Auld Alliance avec la France et qui eut lieu par intermittence entre 1544 et 1551. Elle fut d’abord dirigée par Henry VIII, du 9 novembre 1543 au 6 juin 1546, puis par le régent du roi Édouard VI, Edward Seymour, du 2 septembre 1547 au 24 mars 1550. 

## Contexte
Avec la mort de Jacques V d'Écosse, le trône d'Écosse résidait entièrement en la jeune Marie Ire d'Écosse. Ceci constituait une occasion unique pour le roi Henri VIII de réunir les royaumes d'Angleterre et d'Écosse en mariant Marie à son fils Édouard. Cependant, les approches diplomatiques échouèrent : en décembre 1543, le parlement écossais rejeta le traité de mariage dit de Greenwich, et renouvela son alliance avec la France. Henri entame alors une politique guerrière pour pousser l'Écosse à accepter le mariage : le « Rough Wooing ». Il y eut de nombreuses batailles entre l'Angleterre et l'Écosse au XVIe siècle, aussi bien au début avec Flodden Field en 1513 qu'avec le Long Siège du château d'Édimbourg en 1573.
Cependant, l'essentiel de ces batailles était de nature religieuse, avec une Angleterre protestante et une Écosse catholique, tandis que celles du « Rough Wooing » présentent la particularité de batailles unionistes. Le contexte est d'autant plus favorable à ces batailles avec la dissolution des monastères : Henri VIII confisque les biens des ordres religieux d'Angleterre, du Galles et d'Irlande et dispose ainsi des fonds importants qui lui permettront et à son successeur d'avoir 3,5 millions de livres en dépenses militaires sur six ans (dont un quart pour le « Rough Wooing »). Cependant, plusieurs historiens, tel que Marcus Homer Merriman (Baltimore 3 mai 1940 - Lancaster 23 mars 2006) de l'Université de Lancaster, estiment qu'une conquête de l'Écosse par les armes était tout simplement impossible. Par exemple, les technologies militaires des années 1540 ne permettaient pas la prise des châteaux d'Édimbourg ou de Stirling, ce dernier étant la clé d'accès au nord de l'Écosse.

## Origine du terme

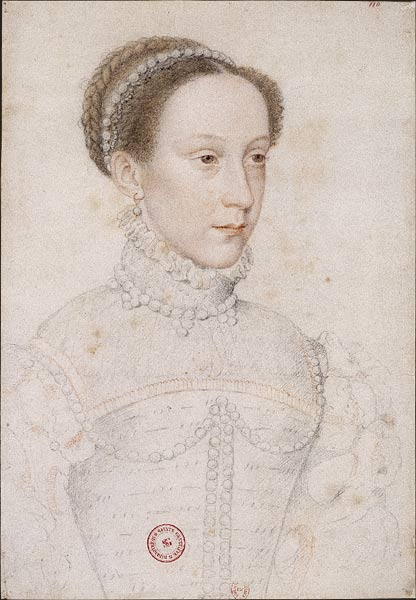
La jeune Marie Stuart, objet de la « cour brutale » des Anglais.

L'emploi du terme s'est répandu au XXe siècle. Lors de la bataille de Pinkie Cleugh, le 10 septembre 1547, l'Écossais George Gordon aurait été capturé par un Anglais qui lui demanda ce qu'il pensait devant un triomphe si écrasant qu'il était certainement l'œuvre de Dieu. Gordon aurait répondu : « I wade it sud gea furth, and haud will wyth the marriage, but I lyke not thys wooyng ». Cette phrase serait remontée à William Patten, qui était alors chroniqueur pour les Anglais, et depuis cette phrase fit son chemin dans l'histoire. En 1726, William Gordon et George Crawford rapportèrent cette anecdote de Huntly sur la cour dans leurs ouvrages respectifs, et l'image fut reprise par William Robertson en 1761 puis finalement par Walter Scott avec la phrase « So rough a mode of wooing » Finalement, en 1906, Henrietta Elizabeth Marshall employa le terme que l'on connaît aujourd'hui : « It was a rough wooing ». Il n'y a pas de traduction établie en français : La Grande encyclopédie propose « cour brutale » mais on trouve également « rude flirt », et une traduction alternative est celle d'une « rude séduction ».

## Première phase sous Henri VIII d'Angleterre
Cette phase dura du 9 novembre 1543 au 6 juin 1546, et fut particulièrement intense de mai 1544 à octobre 1545. Le 11 décembre 1543, le Traité de Greenwich qui promettait Marie au fils d'Henri est annulé par le Parlement d'Écosse, et le cardinal Beaton qui représentait les opposants à Henri est fait chancelier. En avril 1543, Henri ordonne à son beau-frère Edward Seymour (alors connu comme comte de Hertford) de « tout mettre à feu et à sang [afin qu'il] puisse rester à jamais la mémoire perpétuelle de la vengeance de Dieu éclairé [pour] la fausseté et déloyauté [des Écossais], ». En mai, Seymour dévaste l'est des Lowlands avec 15 000 hommes puis retire ses troupes pour participer à l'invasion de France et revient en 1545 pour brûler la nouvelle récolte autour du fleuve Tweed, à la frontière entre l'Écosse et l'Angleterre.

## Seconde phase sous Edward Seymour
Cette phase dura du 2 septembre 1547 au 24 mars 1550, et fut particulièrement intense de septembre 1547 à octobre 1548, puis de juin à septembre 1549, et de février à avril 1550. En raison du renouveau de l'alliance entre la France et l'Écosse, la France envoie des galères pour libérer le château de St Andrews, où le cardinal Beaton fut assassiné. L'Angleterre, maintenant sous la régence d'Edward Seymour devenu Protecteur Somerset répond en envoyant 15 000 hommes en Écosse. Ils arrivent le 10 septembre vers le village de Pinkie, où se déroule la bataille de Pinkie Cleugh. Celle-ci est un désastre pour les Écossais qui subissent 10 000 pertes, et reste dans les mémoires sous le nom de samedi noir. Le traité d'Outreau, signé le 24 mars 1550 entre la France et l'Angleterre, et ratifié le 18 avril par l'Écosse, met fin au « Rough Wooing ».